# トマス・ベイカー
サー・トマス・ベイカー（1771年 - 1845年1月26日）は、イギリス海軍の士官である。アメリカ独立戦争、フランス革命戦争、そしてナポレオン戦争に従軍し、バス勲章とウィレム軍事勲章を授与された。
フランス革命戦争では自ら指揮を執り、その経験がナポレオン戦争での3つの海戦、コペンハーゲンの海戦、トラファルガーの海戦、そしてオルテガル岬の海戦の要因となる役割を果たした。直接参戦したのはオルテガル岬の海戦だけだったが、この海戦での戦いぶりと、戦闘前にフランスのフリゲート、ディドンを拿捕したこととで、多大な名誉と報酬を得ることになった。イギリスの港にディドンを曳航して行く間、ベイカーの艦と他のイギリス艦とが、ピエール＝シャルル・ヴィルヌーヴ率いる仏西連合艦隊に発見されたが、ヴィルヌーヴはこの2隻を海峡艦隊の偵察艦と見誤り、そのためベイカーは南に向きを変えてカディスに向かった。その結果、ナポレオン1世はイギリス侵攻計画を断念し、また、ホレーショ・ネルソンによるトラファルガーの海戦での、フランスを完敗させるきっかけとなったのである。ナポレオン戦争終結後、ベイカーの階級は飛躍的に上昇し、チャールズ・ダーウィンのビーグル号での探検の期間中、南アメリカ艦隊の司令官を務めた。1845年、ベイカーは軍功を重ねた長い経歴の末、海軍中将に昇進し、同年その生涯を閉じた。

## 海軍入隊と初期の任務
ベイカーは1771年にケントで生まれた、家族はウォルマーに住んでいた。1781年8月23日に海軍に入隊し、輸送艦ドロメダリーに士官候補生として乗務し、北海南部のダウンズで、ジョン・ストーン艦長のもとで任務に就いた。翌1782年6月26日まで「ドロメダリー」で任務につき、同じ年の10月17日にジョン・ペイトン艦長のカイトに配属された、やはりダウンズでの任務だった。1783年1月21日には、74門艦カーナティックの艦長に就任したペイトン艦長と共に「カイト」を去り、海峡艦隊と共に任務に携わった。1783年3月15日、ベイカーは最初の指揮官であり、その時点で32門の5等艦、ハーマイオニーの艦長となっていたストーン艦長の元へ戻った。ストーンはこの艦でハリファックスへ向かい、1785年10月5日に「ハーマイオニー」を退役させてハリファックスに残した。アメリカ独立戦争の終結により、ベイカーは任務に就くべき艦がなくなったが、東インド会社の船に乗る仕事を得た。2年半たってこの仕事が終わり、ベイカーは1788年3月22日に海軍に戻って、28門艦ディドで任務についた。彼は「ディド」でハリファックスに向かい、1790年7月22日に24門スループのブリスクに乗ってイギリスへ戻った。
1790年の冬は陸上で過ごしたが、1791年5月18日に海に戻って、プリマスで100門艦のロイヤル・ソブリンに乗艦した。同じ年の9月24日には、ウィリアム・ブライ艦長の64門艦ディクテーターに乗ったが、10月には32門艦ウィンチェルシーに配属された。ベイカーは「ウィンチェルシー」に乗って、1792年2月まで海峡艦隊で任務につき、そしてまた艦を降りた。その次に任務についたのは8月で、ウィリアム・コーンウォリス准将の38門艦ミネルヴァに乗り、インドへ向かった。インドで任務についている間にベイカーは海尉となった、1792年10月13日のことだった。10月17日には10門艦「スワン」に乗ってイギリスに戻り、1793年の12月23日に「スワン」を退役させた。その後、一時借り入れの武装カッターであるライオンの代理指揮官となった。

## 指揮官として
ベイカーはジョン・マクブライド少将の戦隊の一員として海峡艦隊で任務につき、その後、1794年5月20日に、借り入れラガーのヴァリアントに乗り、その後11月には代理指揮官としてフェアリーに乗艦した。1795年11月24日には、西インド諸島に派遣した部隊が功績をあげ、コマンダーに昇進した。
1796年から1797年の間は北海で過ごし、その後は98門艦の、ジョン・オードの旗艦であるプリンセス・ロイヤルで任務につき、7月12日には28門艦ネメシスの艦長に就任して、英仏海峡周辺でジョセフ・ペイトン中将のもとで仕事をした。ネメシスに乗っていた時に、フランスの私掠船相手にまたも活躍し、14門艦「レナール」を、1800年1月12日に英仏海峡で拿捕した。その後しばらくして、やはりフランスの私掠船である「モデーレ」も捕獲した。1800年7月7日、「ネメシス」のボートはダンケルク港でフランスのフリゲートを狙った火船攻撃に参戦したが、その年の7月25日に、世界的に重要な事件が勃発した。

### コペンハーゲンの海戦

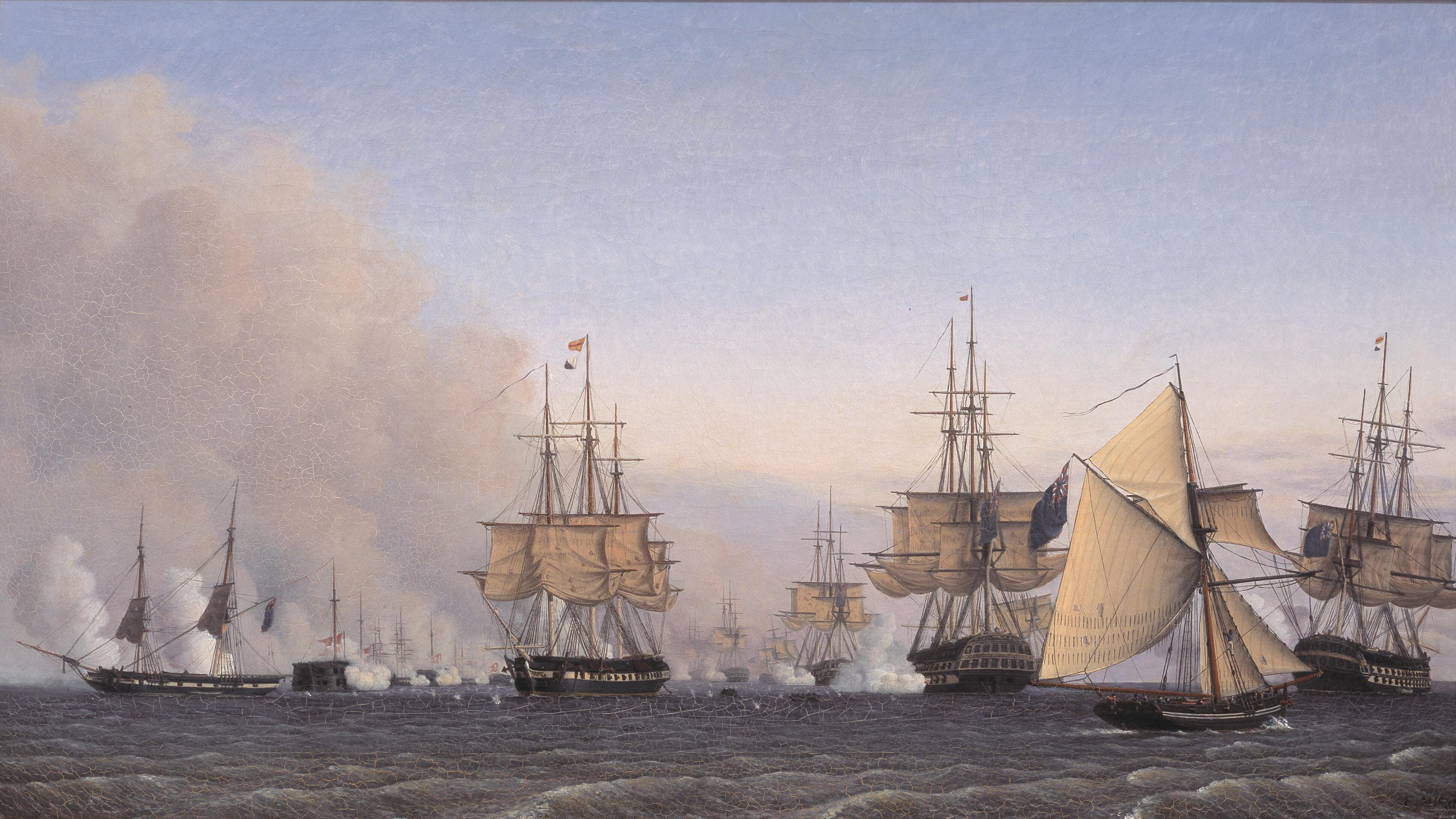
コペンハーゲンの海戦

「ネメシス」に乗艦したベイカーは、自分の指揮下の小戦隊を使って、フランスやオランダの造船所への海事貯蔵品を輸送する船舶の封じ込めを強めた。7月25日、ベイカーはオーステンデ沖の、6人の商人が載った商船団に近づいた。この船団はデンマークの40門艦「フラーヤ」に護衛されていたが、ベイカーは商人たちの寄港を中止する旨を告げた。フランス軍向けの物資を積み込んでいるのにうすうす感づいていたからである。「フラーヤ」のクラッベ艦長は、どうしても中止させるなら、イギリスのボートをすべて砲撃すると言い放った。それにもかかわらずベイカーは商船団の寄港を中止させ、デンマーク軍は砲撃をしたが、砲弾はボートを逸れ、「ネメシス」を直撃して1人の死者が出た。ベイカーはこれに怒り、全面的な戦闘を命じて、その25分後に戦いが始まり、この時に「フラーヤ」を捕獲した。「フラーヤ」と船団はダウンズまで護送され、ここの艦隊の指揮官であるスケフィントン・ルトウィッジ中将が、この件について取り調べている間は、「フラーヤ」にデンマーク旗を上げたままにしておくように命じた。この問題の論点は、イギリス艦が商船団を止めて捜索する権利があったかどうかに集中した。デンマーク側は、商船団を護衛していたのは、中立旗を掲げた自国の艦であることを強調した。これは、海上輸送される貨物の安全を保証するものであったが、封鎖された港に近寄る場合は例外だった。イギリスとしては、デンマーク側を信用する理由も恐れる理由もなく、ベイカーが採った方針を改めようという気もなかったため、チャールズ・ホイットワース率いる外交団が、アーチボルド・ディクソン中将指揮下の艦隊共々コペンハーゲンへ向かった。この交渉は、イギリスが「フラーヤ」を修理して本国へ返すと言うことで同意し、商船を調べたことへの権限についての解決は先送りされた。オーステンデ沖の事件により、ロシア皇帝パーヴェル1世はイギリス製品を禁輸にしたが、3週間後にはこの制裁は解かれた。海上封鎖を強行することにおいて、問題が未解決なままのイギリス側への不満が積もりに積もったデンマーク、スウェーデン、そしてロシアは武装中立同盟を結成した。これへの対策として、イギリスはハイド・パーカーとホレーショ・ネルソンの艦隊を送り、デンマークを武装中立同盟から引き離そうとして、コペンハーゲンの海戦が始まった。この時のベイカーの戦いぶりに海軍本部は満足し、1801年5月26日に36門艦のフィービをまかされた。「フィービ」はアイルランド艦隊に配属されており、ベイカーは翌1802年の5月27日まで、この艦隊で任務についた。

### トラファルガーの海戦

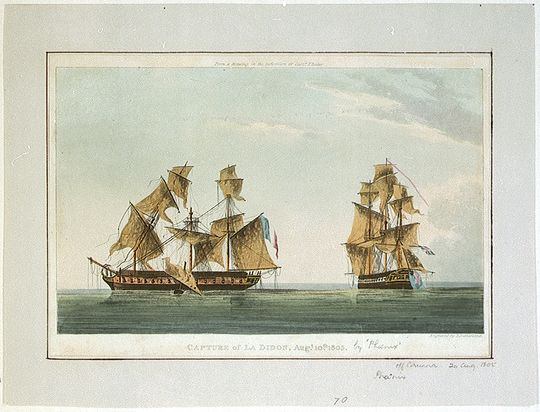
ディドン（左）を拿捕したフェニックス トマス・ホイットコンブ作

アミアンの和約で一時的に艦を降りたベイカーだが、戦争の再開と共に現役に戻り、1803年4月28日に36門艦のフェニックスの指揮官となった。ウィリアム・コーンウォリス提督の指揮下にある海峡艦隊で任務についているた1805年10月に、40門のフランスのフリゲート、ディドンにフィニステレ岬沖で出くわした。それより前に、「フェニックス」はボルドーから本国に向かう途中のアメリカの商船を抑えていた。この商船の船長は「フェニックス」艦上に呼ばれ、イギリス艦に積荷のワインの一部を売って、艦内を観て回り、その後また航海を続けた。この当時の「フェニックス」は、遠目には大型のスループに見えるように作り変えられていた。「ディドン」はこの時分遣隊を載せており、アレマン少将の5隻の戦列艦に命令して、ピエール＝シャルル・ヴィルヌーヴ中将指揮下の仏西合同艦隊と連合するように命じ、また、件のアメリカ人商人を捕らえた。その商人は、海上にいた20門のイギリス艦がいる、もしその艦が「ディドン」を攻撃するのであれば、実に愚かな話であると離した。「ディドン」の指揮官であるミリウスは、このイギリス艦が来るまで待って、その艦を拿捕しようと腹を決めた。ミリウスがこう決断したおかげで、「フェニックス」は「ディドン」に近づいて、戦闘を交わすことができたのである。フランス側が、そのイギリス艦が予想よりも大きなフリゲートであるとわかったのは、戦闘が始まってからだった。戦闘は数時間に及び、ベイカーも一度は帽子を撃ち飛ばされるほどの激戦であったが、フランスは降伏した。「フェニックス」の損害は、戦死者12人、負傷者28人で、「ディドン」の方は戦死者27人、負傷者44人だった。アレマンへの分遣隊を輸送していた艦を迎撃したことで、ベイカーは知らず知らずのうちに、トラファルガーの海戦を導き出すことための役割を演じた。しかしその数日後、ベイカーはさらに大きな役割を演じることになった。それは恐らく、ナポレオンのイギリス侵攻計画さえをも食い止めるものであった。

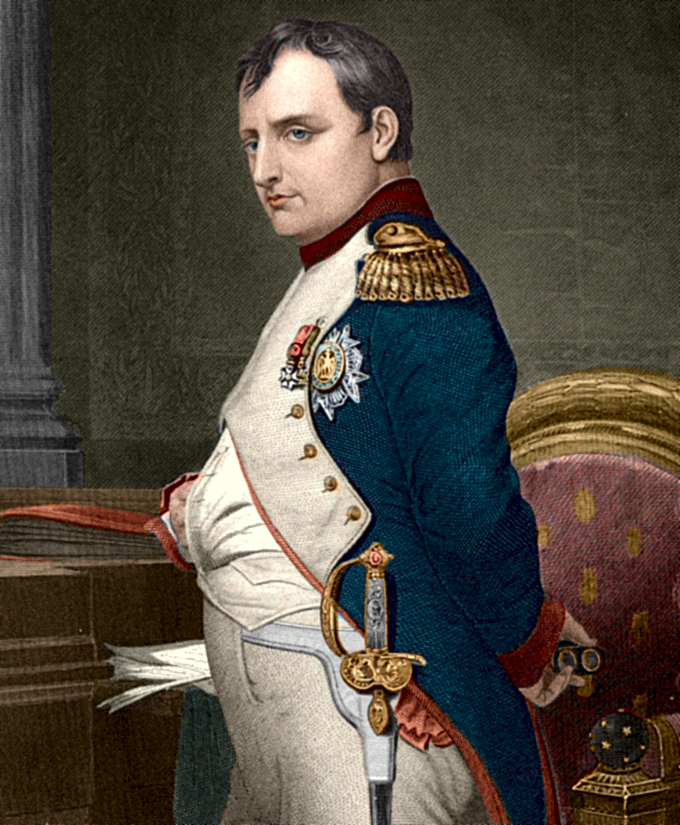
ナポレオン1世

捕獲したディドンを曳航してジブラルタルに向かう最中の8月14日、ベイカーは74門艦ドラゴンと遭遇して航海を共にした。その翌日この3隻はヴィルヌーヴの艦隊に発見された。ヴィルヌーヴ艦隊は、イギリス侵攻目的で英仏海峡を横切るフランス軍を護衛するために、ブレスト、そしてブローニュへ向かっているところだった。ヴィルヌーヴはこのイギリス艦を、英仏海峡の偵察から戻る艦と間違え、衝突を避けるために南へと針路を変えた。これにナポレオンは腹を立て、こう叫んだ。「役立たずの海軍と提督めが！兵たちの犠牲が無駄になりおった」ヴィルヌーヴが北にいたイギリス艦を襲撃しそこねたことによりイギリス侵攻計画が消失し、この限りにおいてトラファルガー戦役が決定的なものとなった。ナポレオンは英仏海峡を確保するための計画を満たすすべての希望を断念し、グランダルメ（かつてのアルメ・ダングルテル）と呼ばれる軍を率いて、ウルムの作戦のために東へ向かってオーストリアを攻撃した。そしてイギリス艦「フェニックス」と「ドラゴン」は、進路を変更してプリマスへ向かった、プリマスに入港したのは9月3日で、この時フランスの捕虜による、「フェニックス」拿捕と「ディドン」奪還の企みを阻止した。

### オルテガル岬の海戦
ビスケー湾での任務を再開したベイカーは、1805年11月2日にフィニステレ岬沖にいるところを、ピエール・デュマノワール・ル・ペレイ指揮下の4隻のフランスの戦列艦から発見された。この4隻は、その2週間前に、トラファルガーの海戦で壊滅した仏西合同艦隊から逃げ出したものであった。4隻は南に針路を取って「フェニックス」を追跡したが、ベイカーはこの海域に、リチャード・ストラカンの戦隊が駐留していることを知っており、その戦隊の方にフランス艦をおびきよせた。その日の遅い時間に、ベイカーはストラカンの戦隊と連絡を取って散らばっていた戦隊を寄せ集め、その一方でストラカンは、艦をひとまとめにして敵を追った。11月4日、イギリス軍は最終的に、逃げるフランス軍にせまり、「フェニックス」も、フランスに絶え間ない攻撃をしていた他のフリゲートに合流し、最終的にストラカンが、座乗艦である大型艦を戦闘に持ち込んだ。イギリスのフリゲートはフランスの戦列の一方を攻撃し、また戦列艦も、それ以外の艦と交戦して、フランスは降伏せざるを得なくなった。また「フェニックス」をはじめ何隻かが、フランス艦シピオンを拿捕した。

## その後

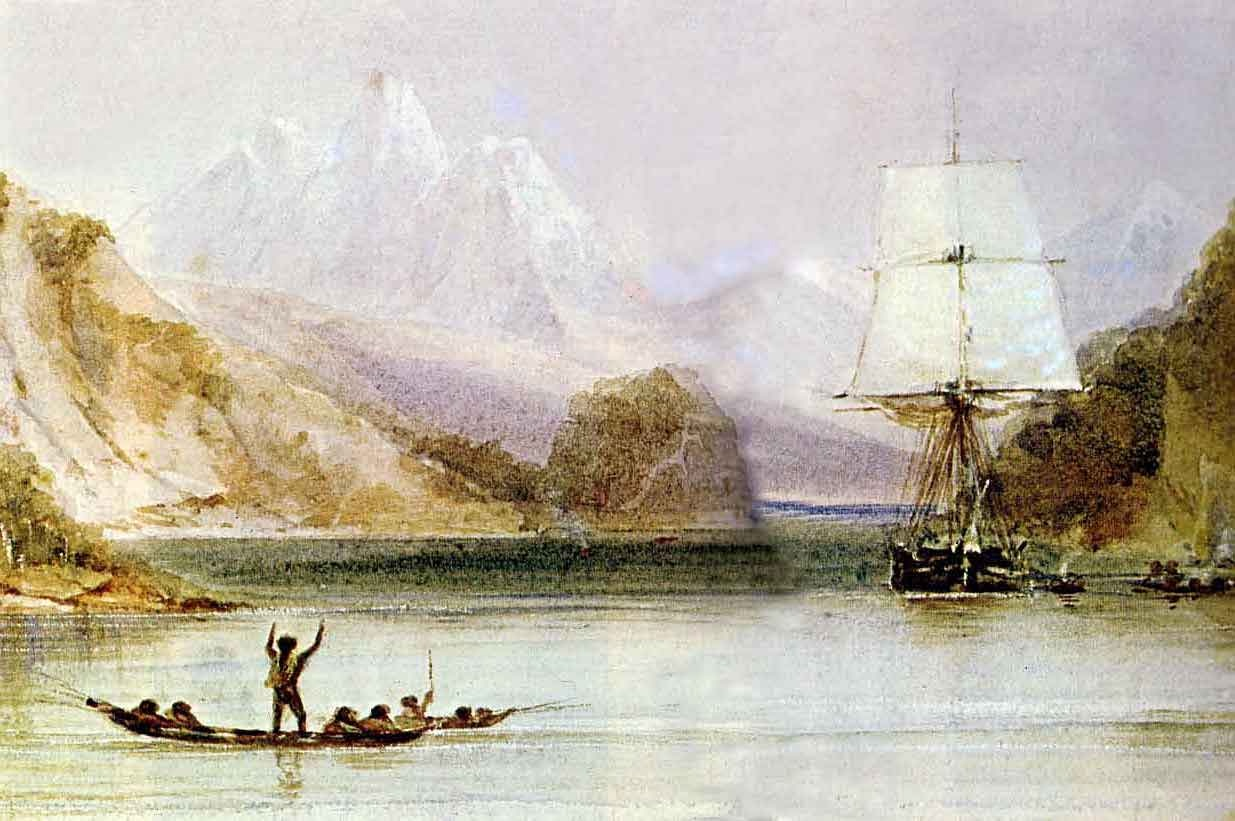
フエゴ島 でのビーグル号

11月17日、ベイカーはこの功績により報酬を受け、今やイギリス艦ディドンとなったかつての捕獲艦の指揮を執った。1806年5月にはトリビューンに移り、この艦でビスケー湾での任務を1808年まで続けた。1808年5月21日には、トマス・バーティ少将の74門艦ヴァンガードの旗艦艦長となった。この艦での任務にはバルト海における任務も含まれていた。スウェーデンを去る時、ベイカーはルース伯爵の娘と出会って結婚し、1811年に2人はイギリスに戻った。ベイカーはナポレオン戦争の終結まで現役を続け、1811年11月22日から1815年8月2日まで、74門艦カンバーランドを指揮した。1815年の終わりには、ベイカーは、ナポレオン戦争での決定的な3つの海戦、コペンハーゲンの海戦、トラファルガーの海戦、オルテガル岬の海戦のきっかけを作るという重大な役割を演じたことを含め、現役軍人としての経歴を自らの名誉とすることができた。
ナポレオン戦争終結後、さらなる報酬がベイカーにもたらされた。1815年6月4日、バス勲章のコンパニオンを授与され、1819年8月12日には海兵隊の大佐となり、1831年には、バス勲章のナイト・コマンダーとなったのである。オランダからはウィレム軍事勲章が1816年に贈られた。1821年7月19日には少将に昇進して、1829年に南アメリカ艦隊の司令官の地位についた。この司令官を務めている間、ビーグル号の2度目の航海が行われ、博物学者チャールズ・ダーウィンを載せたビーグル号は、艦隊上官であるベイカーの指揮下となり、ベイカーは海軍本部に依頼されて、調査旅行の間中に物資の面倒を見た。ベイカーは1833年までこの艦隊の司令官を務めた、チリのベイカー川は彼にちなんで命名されたものである。帰国したベイカーは1837年に中将に昇進し、1845年1月26日、74歳でケント州のウォルマーで死去した。